# Дав, Владимир Николаевич
Владимир Николаевич Дав (1925—1984) — советский геолог, основатель Мончегорского музея цветного камня, который носит его имя.

## Биография
Родился в Ленинграде в семье военного. Участвовал во Второй мировой войне, сначала будучи военным пожарным во время Блокады, а затем с 1942 года в рядах полевой армии. Был четыре раза ранен, награждён орденами и медалями.
В 1946 поступил на подготовительные курсы. В 1952 году закончил Ленинградский горный институт и направлен в аспирантуру. Параллельно ездил в экспедиции. Активно вёл геологические исследования в разных частях СССР от Чукотки до Кольского полуострова, открыл хризопразовое месторождение в Казахстане. Автор книг «Аметист лихие думы отгоняет» и «Камни радости».
В 1971 году по его инициативе в Мончегорске был создан Музей цветного камня, который затем несколько раз менял принадлежность.
Умер и похоронен в Мончегорске, где жил с 1969 года.